# Baicheng
Baicheng léase Bái-Cheng (en chino, 白城市; pinyin, Báichéng shì; literalmente, ‘ciudad blanca’) es una ciudad-prefectura de la provincia de Jilin, China. Limita al norte con Qiqihar, al sur con Tongliao, al noreste con Hinggan y al este con Songyuan. Su área es de 25 683 km² y su población es de 325.052 habitantes.

## Administración
La ciudad prefectura de Baicheng se divide en 1 distrito, 2 ciudades y 2 condados:
- Distrito Taobei (洮北区)
- Ciudad Da'an (大安市)
- Ciudad Taonan (洮南市)
- Condado Zhenlai (镇赉县)
- Condado tongyu (通榆县)

## Historia
El área alrededor de la actualidad Baicheng era un área nómada que fue habitada por varias tribus en el noreste de China. Durante la dinastía Liao, Baicheng fue el centro político de cuatro emperadores, incluidos los emperadores Shengzong, Xingzong, Daozong y Tianzuo, ya que la sede del gobierno local se encontraba en la antigua fortaleza de Chengsijiazi en el actual distrito de Taobei. Cuando el gobierno de Qing abandonó el asentamiento en el siglo XIX, la agricultura fue prohibida hasta 1902. En 1904, Baicheng se convirtió en un condado llamado Jing'an (靖安). En 1914, el condado de Jing'an pasó a llamarse Tao'an (洮南). En 1938 finalmente se renombró a Baicheng, que en chino significa pueblo blanco. El origen del nombre es mongol, de la ciudad Chaghanhot, que también significa "pueblo blanco". Baicheng solía pertenecer a las provincias de Nenjiang y Heilongjiang, bajo la jurisdicción de la antigua capital provincial Qiqihar. En 1954, con la provincia de Heilongjiang fue fusionada con la provincia de Songjiang y Baicheng se incorporó a la provincia de Jilin.

## Economía
La industria textil es uno de los principales pilares de la economía. La agricultura de la zona se centra en las plantaciones de soja y las oleaginosas.

## Clima
Baicheng es un lugar seco, con influencia del clima continental húmedo. El mes más frío es enero con -16 °C, mientras que el mes más cálido es julio con 23 °C, la media anual es de 4 °C. Más del 70% de la precipitación anual cae entre junio y agosto.
| Parámetros climáticos promedio de Baicheng (1971−2000) | Parámetros climáticos promedio de Baicheng (1971−2000) | Parámetros climáticos promedio de Baicheng (1971−2000) | Parámetros climáticos promedio de Baicheng (1971−2000) | Parámetros climáticos promedio de Baicheng (1971−2000) | Parámetros climáticos promedio de Baicheng (1971−2000) | Parámetros climáticos promedio de Baicheng (1971−2000) | Parámetros climáticos promedio de Baicheng (1971−2000) | Parámetros climáticos promedio de Baicheng (1971−2000) | Parámetros climáticos promedio de Baicheng (1971−2000) | Parámetros climáticos promedio de Baicheng (1971−2000) | Parámetros climáticos promedio de Baicheng (1971−2000) | Parámetros climáticos promedio de Baicheng (1971−2000) | Parámetros climáticos promedio de Baicheng (1971−2000) |
| Mes                                                    | Ene.                                                   | Feb.                                                   | Mar.                                                   | Abr.                                                   | May.                                                   | Jun.                                                   | Jul.                                                   | Ago.                                                   | Sep.                                                   | Oct.                                                   | Nov.                                                   | Dic.                                                   | Anual                                                  |
| ------------------------------------------------------ | ------------------------------------------------------ | ------------------------------------------------------ | ------------------------------------------------------ | ------------------------------------------------------ | ------------------------------------------------------ | ------------------------------------------------------ | ------------------------------------------------------ | ------------------------------------------------------ | ------------------------------------------------------ | ------------------------------------------------------ | ------------------------------------------------------ | ------------------------------------------------------ | ------------------------------------------------------ |
| Temp. máx. abs. (°C)                                   | 5.9                                                    | 12.8                                                   | 24.3                                                   | 31.2                                                   | 38.1                                                   | 38.6                                                   | 37.3                                                   | 37.7                                                   | 31.7                                                   | 29.8                                                   | 17.5                                                   | 7.2                                                    | '                                                      |
| Temp. máx. media (°C)                                  | −9.1                                                   | −4.1                                                   | 4.3                                                    | 14.9                                                   | 22.5                                                   | 26.9                                                   | 28.5                                                   | 27.2                                                   | 21.7                                                   | 13.0                                                   | 1.3                                                    | −6.9                                                   | 11.7                                                   |
| Temp. media (°C)                                       | -16.4                                                  | -11.7                                                  | -2.7                                                   | 7.6                                                    | 15.7                                                   | 20.9                                                   | 23.4                                                   | 21.5                                                   | 14.9                                                   | 6.0                                                    | -5.1                                                   | -13.6                                                  | 5                                                      |
| Temp. mín. media (°C)                                  | −22.4                                                  | −18.3                                                  | −10.1                                                  | -0.1                                                   | 8.2                                                    | 14.8                                                   | 18.3                                                   | 16.0                                                   | 8.4                                                    | -0.3                                                   | −10.6                                                  | −19.0                                                  | -1.3                                                   |
| Temp. mín. abs. (°C)                                   | -38.1                                                  | -30.3                                                  | -26.0                                                  | -13.6                                                  | -4.4                                                   | 3.7                                                    | 8.7                                                    | 7.1                                                    | -2.9                                                   | -19.6                                                  | -29.3                                                  | -35.1                                                  | '                                                      |
| Precipitación total (mm)                               | 0.5                                                    | 1.2                                                    | 4.5                                                    | 13.7                                                   | 27.6                                                   | 80.8                                                   | 130.6                                                  | 82.0                                                   | 37.3                                                   | 15.4                                                   | 3.2                                                    | 1.6                                                    | 398.4                                                  |
| Días de precipitaciones (≥ 1 mm)                       | 1.4                                                    | 2.0                                                    | 2.9                                                    | 3.9                                                    | 6.8                                                    | 11.3                                                   | 12.5                                                   | 10.5                                                   | 7.4                                                    | 4.0                                                    | 2.6                                                    | 2.5                                                    | 67.8                                                   |
| Fuente:                                                |                                                        |                                                        |                                                        |                                                        |                                                        |                                                        |                                                        |                                                        |                                                        |                                                        |                                                        |                                                        |                                                        |

## Ciudades hermanas
- Barnaúl.